# Родні (Айова)
Родні (англ. Rodney) — місто (англ. city) в США, в окрузі Монона штату Айова. Населення — 45 осіб (2020).

## Географія
Родні розташоване за координатами 42°12′17″ пн. ш. 95°57′3″ зх. д. / 42.20472° пн. ш. 95.95083° зх. д. (42.204757, -95.950704).  За даними Бюро перепису населення США в 2010 році місто мало площу 0,42 км², уся площа — суходіл.

## Демографія
Згідно з переписом 2010 року, у місті мешкало 60 осіб у 29 домогосподарствах у складі 17 родин. Густота населення становила 143 особи/км².  Було 31 помешкання (74/км²).
Расовий склад населення:
| - 90,0 % — білих - 8,3 % — корінних американців |

До двох чи більше рас належало 1,7 %. Частка іспаномовних становила 0,0 % від усіх жителів.
За віковим діапазоном населення розподілялося таким чином: 28,3 % — особи молодші 18 років, 43,4 % — особи у віці 18—64 років, 28,3 % — особи у віці 65 років та старші. Медіана віку мешканця становила 45,0 року. На 100 осіб жіночої статі у місті припадало 100,0 чоловіків;  на 100 жінок у віці від 18 років та старших — 95,5 чоловіків також старших 18 років.
За межею бідності перебувало 20,6 % осіб, у тому числі 36,4 % дітей у віці до 18 років та 28,6 % осіб у віці 65 років та старших.
Цивільне працевлаштоване населення становило 18 осіб. Основні галузі зайнятості: транспорт — 22,2 %, освіта, охорона здоров'я та соціальна допомога — 16,7 %, будівництво — 16,7 %.